# Biała Kopa (Tatry)
Biała Kopa (słow. Biela kopa) – rozłożysta turnia w słowackiej części Tatr Wysokich, położona w grani głównej Tatr. Znajduje się w środkowym fragmencie Koperszadzkiej Grani, północno-wschodniej grani Jagnięcego Szczytu. Od Białego Grzebienia na południowym zachodzie oddziela ją Niżnia Biała Przełączka, natomiast od Koperszadzkiej Czuby na północnym wschodzie jest oddzielona Koperszadzkim Przechodem. Wzniesienie ma długą i niemal poziomą grań szczytową, wyniesioną niezbyt wysoko ponad sąsiednie przełęcze.
Stoki północno-zachodnie opadają z Białej Kopy do Jagnięcego Kotła w Dolinie Skoruszowej i są trawiasto-skaliste, przy czym bardziej strome są ich dolne fragmenty. Stoki południowo-wschodnie zbiegają zaś do Doliny Białych Stawów i mają podobny charakter.
Na Białą Kopę, podobnie jak na inne obiekty w Koperszadzkiej Grani, nie prowadzą żadne znakowane szlaki turystyczne. Najdogodniejsze drogi dla taterników wiodą na szczyt z sąsiednich przełęczy.
Pierwsze pewne wejścia:
- letnie – Kazimierz Bizański, Janusz Chmielowski, Witold Chmielowski, Adam Lewicki, przewodnicy Klemens Bachleda, Jakub Bachleda Jarząbek, Jan Bachleda Tajber i Wojciech Brzega, 23 września 1901 r.,
- zimowe – Klara Hensch, Valentin Hajts i Gábor Seide, 15 lutego 1926 r.

Być może już wiele wcześniej granią przez Białą Kopę schodzili 9 sierpnia 1793 r. z Jagnięcego Szczytu Robert Townson i przewodnik Hans Gross.